# 라트비아 국립미술관

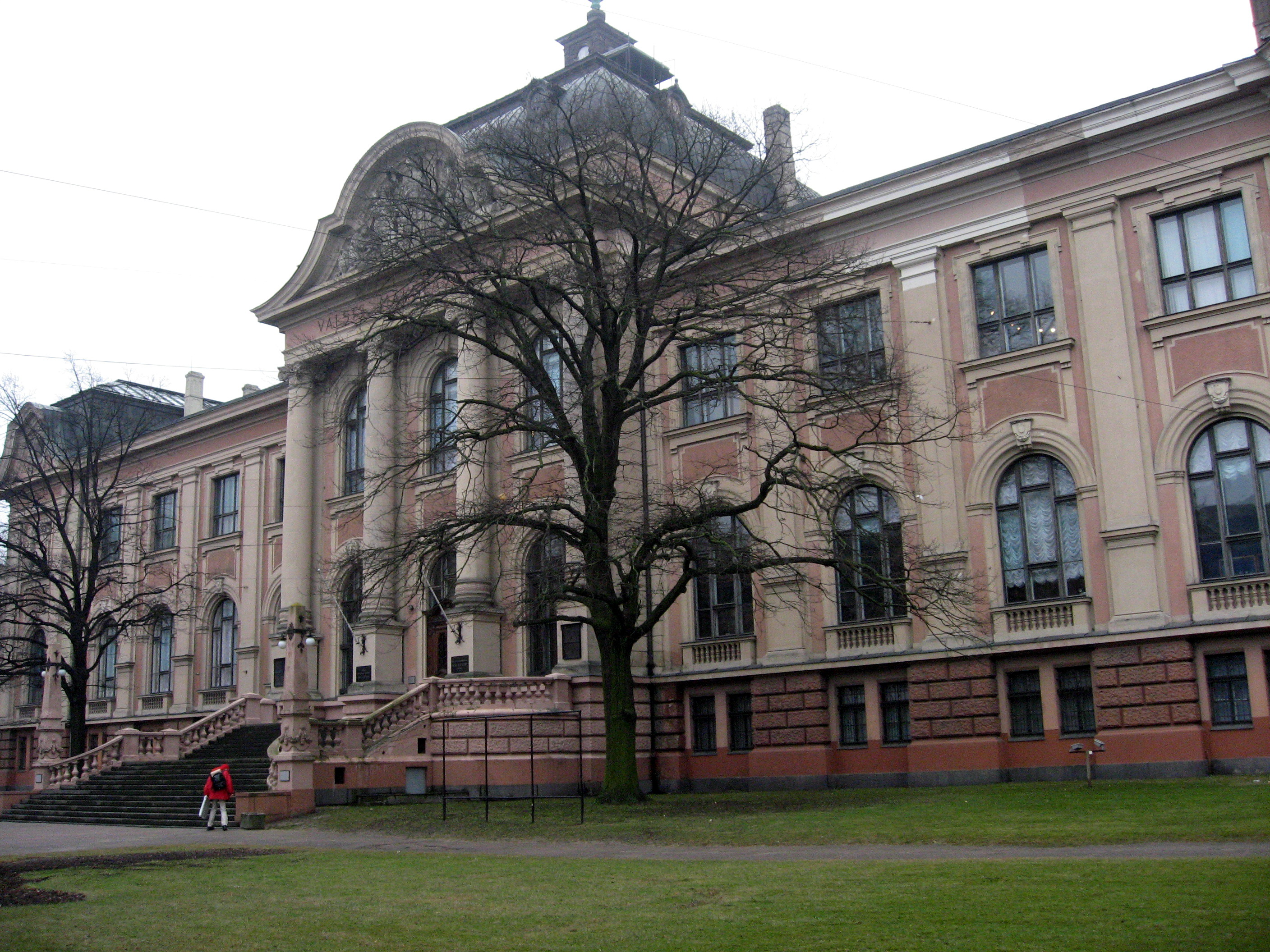
라트비아 국립미술관

라트비아 국립미술관(라트비아어: Latvijas Nacionālais mākslas muzejs)은 라트비아 리가에 위치한 미술관이다.